# Jardiner regent
El jardiner regent (Sericulus chrysocephalus) és una espècie d'ocell de la família dels ptilonorínquids (Ptilonorhynchidae) que habita la selva humida de l'est d'Austràlia, al sud-est de Queensland i el centre de Nova Gal·les del Sud.